# Stilobezzia contans
Stilobezzia contans är en tvåvingeart som beskrevs av Gupta och Wirth 1968. Stilobezzia contans ingår i släktet Stilobezzia och familjen svidknott.
Artens utbredningsområde är Filippinerna. Inga underarter finns listade i Catalogue of Life.